# Етуеган
Етуеган (устар. Ету-Енга) — река в России, протекает в Ямало-Ненецком автономном округе. Устье реки находится в 64 км по левому берегу реки Айваседапур. Длина реки — 13 км.

## Данные водного реестра
По данным государственного водного реестра России относится к Нижнеобскому бассейновому округу, водохозяйственный участок реки — Пур. Речной бассейн реки — Пур.
Код объекта в государственном водном реестре — 15040000112115300058654.